# Le Garçon et le Monde
Pour plus de détails, voir Fiche technique et Distribution.
Le Garçon et le Monde (O Menino e o Mundo en version originale) est un long métrage d'animation brésilien réalisé par Alê Abreu, sorti en 2013. Il remporte le Cristal et le prix du public au festival international du film d'animation d'Annecy 2014.

## Synopsis
Un petit garçon s'aventure hors de son village natal et découvre un monde machinisé.

## Fiche technique
- Titre : Le Garçon et le Monde
- Titre original : O Menino e o Mundo
- Réalisation : Alê Abreu
- Scénario : Alê Abreu
- Musique : Ruben Feffer et Gustavo Kurlat, avec la participation de Emicida, Naná Vasconcelos, Barbatuques et Gem[2]
- Montage : Alê Abreu
- Producteur : Fernanda Carvalho et Tita Tessler
  - Producteur assistant : Helena Botelho, Raquel Fortes et Taina Mansechy
- Production : Filme de Papel
- Distribution : Elo Company et Les Films du Préau
- Pays :  Brésil
- Durée : 80 minutes
- Date de sortie :
  -  Canada : 20 septembre 2013 (Festival international du film d'animation d'Ottawa)
  -  Brésil : 17 janvier 2014
  -  France : 10 juin 2014 (Festival international du film d'animation d'Annecy 2014) ; 8 octobre 2014

## Distribution
- Marco Aurélio Campos
- Vinicius Garcia
- Lu Horta

## Production
La technique d'animation employée est le dessin animé. Les graphismes du film adoptent un style naïf et coloré inspiré des dessins d'enfants.

## Nominations
- Oscars 2016 : Meilleur film d'animation

## Récompenses
En 2014, le film reçoit le Cristal du long métrage et le prix du public au Festival international du film d'animation d'Annecy. En 2015, il reçoit le grand prix de l'Animafest Zagreb.